# NGC 150
NGC 150 ist eine Balkenspiralgalaxie vom Hubble-Typ SB(rs)bc im Sternbild Bildhauer am Südsternhimmel. Sie ist etwa 71 Millionen Lichtjahre von der Milchstraße entfernt, mit einem Durchmesser von ca. 80.000 Lichtjahren. 
Hier wurde im Jahre 1990 die Supernova "SN 1990k" gesichtet.
NGC 150 ist Mitglied der NGC-134-Gruppe, einer Galaxiengruppe, der auch NGC 115, NGC 131, "NGC 134" und NGC 148, PGC 2000, IC 1555 und PGC 2044 angehören.
Die Galaxie wurde am 20. November 1886 von dem amerikanischen Astronomen Lewis A. Swift entdeckt.